# Кактусовые
Ка́ктусовые (лат. Cactaceae) — семейство многолетних цветковых колючих растений порядка Гвоздичноцветные, включает около 127 родов и около 1750 видов, обитающих преимущественно в засушливых областях, включая одну из самых сухих пустынь мира — пустыню Атакама.

## Название
До К. Линнея название «кактус» не использовалось по отношению к кактусам, оно употреблялось только как часть названия Echinomelocactus. Под этим названием М. Лобель и П. Пенья (1570—1571) привели иллюстрацию растения, которое сегодня относят к мелокактусам. В конце XVI — начале XVII века Табернемонтанус называл это растение Melocarduus. Турнефор (1719) сократил название Echinomelocactus до Melocactus, и обозначал им все кактусы, за исключением опунций. Он привёл прекрасную иллюстрацию мелокактуса, которую К. Линней цитировал в описании рода Cactus (1754); он цитировал её также в более ранних изданиях Genera Plantarum, начиная с 1737 года.

## Распространение
Кактусы — растения Нового Света, их естественный ареал — Южная Америка и Северная Америка, а также острова Вест-Индии. Вид Rhipsalis baccifera встречается, кроме Америки, также в Африке, на Мадагаскаре и Шри-Ланке, куда, как считают[кто?], он был занесён, возможно, человеком. Предполагался[кем?] также занос семян перелётными птицами, но на данный момент не известно ни одного вида птиц, которые совершали бы подобные миграции. Самая северная точка естественного ареала семейства — 56° 17′ с. ш., самый северный вид кактусовых — Opuntia fragilis, растущая вдоль реки Пис, в канадских провинциях Британская Колумбия и Альберта. Относительно самой южной точки и самого южного вида единого мнения нет. Ряд авторов полагает, что это — Austrocactus patagonicus, найденный на 50° 23′ ю. ш. в Аргентине, другие считают самым южным видом Maihueniopsis darwinii. Для последнего типовая популяция — примерно на широте 47°. Сообщение Джонкерса (1998) об обнаружении Maihuenia poeppigii в Чили, в Национальном парке Торрес-дель-Пайне, примерно в 1400 км южнее самой южной из известных популяций, специалистам представляется сомнительным. Человек занёс некоторые виды кактусов — в основном опунциевые — на все континенты, кроме Антарктиды. Вид Opuntia humifusa распространён по всему Средиземноморью и встречается на побережье Крыма, Черноморском побережье России, в районе городов Геленджик и Новороссийск, а также в Тбилиси, около ботанического сада. В урочище Кордон Астраханской области имеется популяция Opuntia phaeacantha, самая северная в России; одичавшие опунции в районе Севастополя и на Южном берегу Крыма обитают примерно на 3° южнее.

## Описание
Почти все кактусовые — сильно специализированные стеблевые суккуленты с редуцированными листьями, приспособившиеся к запасанию воды и её экономному расходованию. Разнообразие строения и размеров побегов, направления их роста и характер ветвления обусловило существование аналогов почти всех жизненных форм (мягкоствольные деревья и кустарники, лианы, эпифиты и геофиты), а также специфических «кактусовидных» форм роста: однопобеговых шаровидных и колонновидных. Самые крупные кактусы достигают высоты почти 20 метров (Carnegiea gigantea, Pachycereus pringlei), а самые мелкие — представители рода Blossfeldia с шаровидными побегами около 1 см диаметра. У большинства суккулентных кактусовых достигается наименьшая величина испаряющей поверхности, приходящаяся на единицу объёма запасающих воду тканей. Листья у большинства кактусовых отсутствуют, и функцию фотосинтеза выполняет стебель. Побеги у подавляющего большинства видов многолетние, за исключением Opuntia chaffeyi и видов рода Pterocactus, часто отмирающих в конце вегетационного периода. Листорасположение у видов с развитыми листьями — спиральное. Характерной особенностью кактусовых являются видоизмененные пазушные почки — ареолы, в которых развиваются колючки, гомологичные почечным чешуям. Цветки у кактусовых чаще одиночные, у некоторых перескиевых — в соцветиях; в основном цветки и соцветия пазушные, у немногих видов — терминальные. У некоторых видов цветки развиваются на специализированных частях побегов — цефалиях. Цветки преимущественно обоеполые, актиноморфные или зигоморфные, почти всегда с хорошо развитой цветочной трубкой, со спиральным венчиковидным околоцветником, состоящим из многочисленных и неясно дифференцированных членов, из которых самые наружные часто зеленые. Тычинки многочисленные, что объясняется расщеплением первоначально меньшего их числа, прикрепленные спирально или группами к трубке околоцветника; пыльники вскрываются продольно. Пестик обычно длинный, с 3-20 лопастями рыльца. Завязь иногда ещё более или менее верхняя (Pereskia aculeata), но обычно нижняя, возникшая в результате обрастания её разросшимся цветоложем, что доказывается характерным изгибом и обратным ходом проводящих пучков, наличием на внешней поверхности ареол, случаями образования побегов на нижней завязи некоторых кактусовых. Семязачатки многочисленные, на длинных семяножках. Семена с прямым или чаще согнутым зародышем. Плоды очень разнообразны: ягодообразные (мякоть составлена в основном разросшимися семяножками) ослизняющиеся или растрескивающиеся; высыхающие с выветривающейся стенкой или вскрывающиеся за счет неправильного разрыва стенки.

### Генетика
Основное число хромосом у кактусовых x=11. Преобладают диплоиды 2n=22, имеются полиплоиды (2n=33, 2n=44, 2n=55, 2n=66, 2n=77, 2n=88). Согласно последним исследованиям, наибольшее число хромосом в соматических клетках кактусовых — у вида рода Tephrocactus, T.paediophilus, — 319 хромосом. Таким образом, этот вид среди цветковых растений занимает третье место по числу хромосом (на первом месте — Sedum suaveolens (Crassulaceae) с 2n примерно 640; на втором — Voanioala gerardii (Arecaceae) с 2n примерно 606).

### Морфология
По внешнему виду кактусовые чрезвычайно разнообразны, в семействе можно обнаружить все жизненные формы. К деревьям относятся многие цереусовидные кактусы, либо неветвящиеся (Cephalocereus columna-trajani), либо ветвящиеся (Carnegiea gigantea, Trichocereus pasacana). Крупные деревья высотой до 15 метров образуют растения Pereskia lychnidiflora. Подушковидную форму роста имеют некоторые виды родов Opuntia, Maihuenia, Mammillaria. Лианы встречаются в родах Pereskia и некоторых хилоцереусовых. Около 10 % видов кактусов — эпифиты либо с уплощенными побегами-филлокладиями, которые могут быть индетерминантного типа (Disocactus, Epiphyllum), или детерминантного типа (Schlumbergera), либо с тонкими побегами детерминантного типа (Rhipsalis). Ветви, образованные побегами детерминантного типа, в практике кактусоводства часто называют сегментированными или «членистыми». Имеются также геофиты — растения с некрупными побегами и крупными утолщенными корнями, которые в засушливый период втягиваются в почву (Ariocarpus, Thelocephala, Neowerdermannia), или с утолщенными корнями и отмирающими однолетними побегами (Pterocactus). Немалое число видов можно отнести к жизненной форме кустарник.
Корневая система стержневая, у многих кактусов сильно разветвленная, с приповерхностным расположением боковых корней, на глубине 5-6 см (Ferocactus, Opuntia). У крупных цереусов хорошо развит и главный корень, и боковые. У ряда видов главный корень имеет тенденцию к утолщению (в литературе его называют реповидным), превращаясь в запасающий орган, и порой масса подземной части растения больше массы надземной его части (Ariocarpus, Peniocereus). У Peniocereus greggii масса корня может достигать 60 кг. У всползающих (лианы) и ползучих кактусов (Stenocereus eruca), а также у эпифитов развиваются придаточные корни.
Стебли кактусов отличаются разнообразием форм и размеров. Закладывающиеся в апикальной меристеме листовые зачатки далее не развиваются в листья у большинства видов, но разрастаются их основания, часто в виде бугорков (подариев). У большинства цереусовидных форм подарии, срастаясь, образуют вертикальные ребра. Отчетливые ребра имеются у ряда шаровидных видов. Количество ребер варьирует от двух у филлокладиев до более 100 у видов рода Stenocactus (ранее Echinofossulocactus). Ребра выполняют функцию ребер жесткости и придают паренхиматизированным стеблям прочность; позволяют стеблю без растрескивания эпидермы сильно увеличиваться в размерах при запасании влаги во влажный период. У многих шаровидных кактусов ребра не выражены, а подарии в виде бугорков ребуций или сосочков маммиллярий расположены по спирали. У Leuchtenbergia principis подарии — сильно удлиненные. Цвет стеблей — разных оттенков зелёного, голубоватый, сероватый, белесый, до коричневатого.
Листья. Мелкие недолговечные листья развиваются на молодых побегах опунций. Более долговечные, по сравнению с опунциевыми, но похожие листья — у растений рода Maihuenia. Нормальные, несколько мясистые крупные листья есть у Pereskia, у Pereskia sacharosa длина листовой пластинки может достигать 25 см, ширина — 6 см; заметно мельче листья у Pereskiopsis; в засуху листья опадают. Миниатюрные листья имеются на завязях и цветочных трубках (в описаниях их называют чешуйками, листовая природа подтверждается наличием в их пазухах ареол).
Ареолы кактусовых, представляющие собой видоизмененные пазушные почки, билатерально-симметричны и разделены на две части: абаксиальную (нижнюю), где формируются колючки, и адаксиальную (верхнюю), где формируется цветок или побег. Такое строение имеют и ареолы, имеющие округлую форму. Заметнее билатерально-симметричное строение у видов с пектинатными колючками, ещё больше оно выражено у корифант и достигает максимального проявления у маммиллярий и некоторых ариокарпусов, у которых пазушная почка разделена на две пространственно разграниченные части: ареолу и аксиллу. Пазушные почки маммиллярий и некоторых ариокарпусов называют диморфными. Особенности строения ареол маммиллярий позволяют говорить о наличии у кактусовых сериальных ареол. Опушение (многоклеточные волоски) обычно короткое, светлое, беловатое или сероватое, бывает желтоватое до коричневого. Генеративные ареолы (формирующие цветки), часто отличаются формированием более длинных и более многочисленных волосков и/или колючек (Pilosocereus spp., Lophocereus schottii). Обычно в одной ареоле образуется по одному цветку, но у некоторых кактусов — по два и более (Weingartia, Neoporteria, Rhipsalis pachyptera).

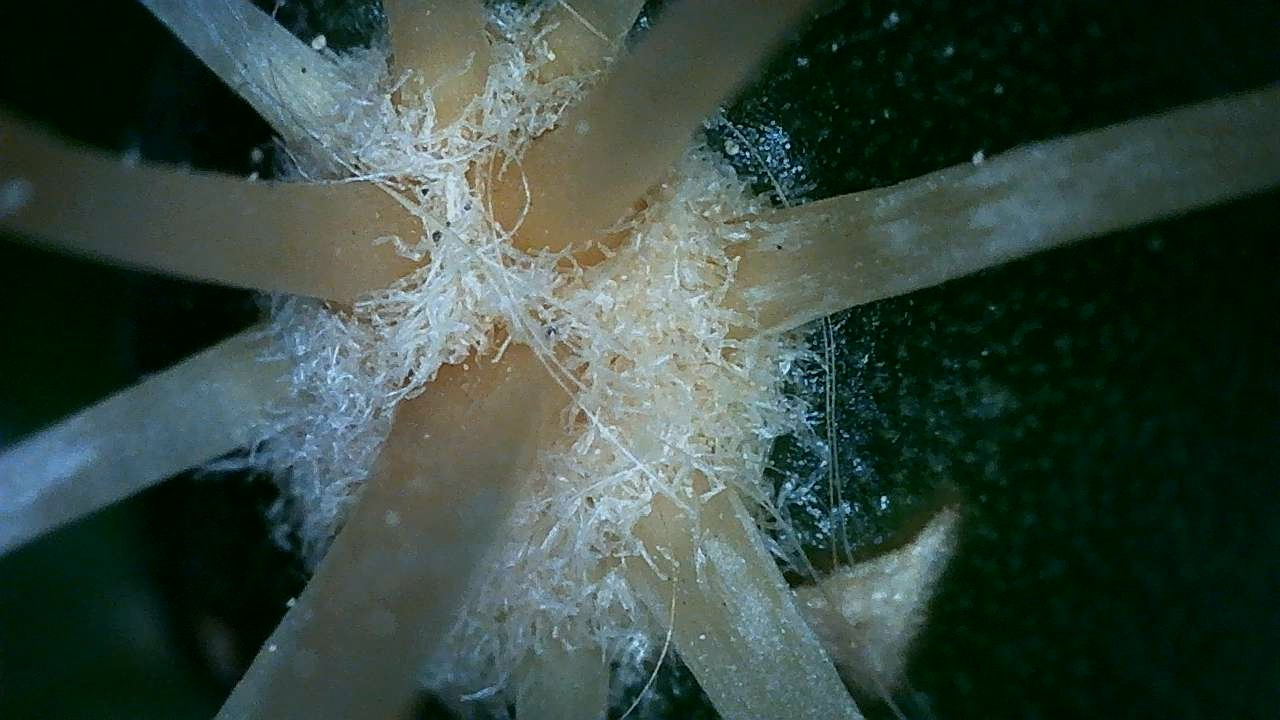
Основание колючек декоративного кактуса

Колючки в ареолах развиваются у всех кактусов, хотя бы на стадии проростка. У взрослых растений ряда видов (Ariocarpus) колючки не формируются. Колючки имеются и у кактусов с листьями (видов родов Pereskia и Pereskiopsis). Обычно в ареолах формируются и радиальные, и центральные колючки, которые часто различаются размерами, формой и цветом; центральные колючки, как правило, более мощные, более длинные и более темные. Признаки колючек бывают полезными для видовой идентификации растений. В поперечном сечении колючки бывают круглыми, овальными, уплощенными. Могут быть тонкими волосовидными, щетинообразными, бумажистыми и жесткими. Бывают прямые, извилистые, изогнутые, и с крючковидным кончиком. У ряда видов (Coryphantha, Sclerocactus, Cylidropuntia imbricata) сильно изменённые колючки функционируют как внецветковые (экстрафлоральные) нектарники. Зрелые колючки кактусов образованы плотно расположенными мертвыми клетками с одревесневшими клеточными стенками. У опунциевых, помимо обычных колючек, в ареолах развиваются своеобразные короткие, легко обламывающиеся обратно зазубренные колючки — глохидии.
Цветки. Размер цветков колеблется от 6 мм (некоторые Rhipsalis и Mammillaria) до почти 40 см (Selenicereus spp.). Настоящие соцветия есть только у видов рода Pereskia: P.aculeata и P.grandiflora, у последней в соцветиях образуется до 50 цветков. Соцветия могут быть пазушными или терминальными. У подавляющего большинства кактусовых, включая остальные перескии, цветки одиночные, пазушные. Терминальные одиночные цветки свойственны Maihuenia, а также птерокактусам и некоторым другим опунциевым. Цветки формируются меристемой либо субапикальных ареол (Gymnocalycium), либо у оснований побегов (Rebutia), либо ареолами специализированной зоны цветения — цефалия, либо ареолами укороченных генеративных побегов (Neoraimondia roseiflora). Цветки обычно воронковидные или колокольчатые, реже урновидные и трубчатые, в основном актиноморфные. То, что цветки кактусовых представляют собой видоизмененный побег, видно по наличию у многих видов на стенке завязи и гипантии так называемых чешуек (редуцированных листьев), которые в описаниях также называют брактеями или брактеолями, в чьих пазухах имеются ареолы, либо голые (Rebutia), либо с опушением (Echinopsis sensu stricto), либо с опушением и щетинообразными колючками (Parodia spp.). В некоторых родах стенка завязи голая (Mammillaria, Rhipsalis). Листочки околоцветника у цветущих в дневное время чаще разных оттенков жёлтого, оранжевого, розового, красного и красно-фиолетового цвета, есть виды с зелеными цветками (Echinocereus davisii); у цветущих ночью цветки преимущественно беловатые. Голубой оттенок отмечается у кончиков листочков околоцветника некоторых видов Disocactus. Многочисленные тычинки (20-4000) прикреплены спирально к трубке околоцветника одной (Rhipsalis) или двумя спиралями (Echinopsis). Гинецей из трех-многих плодолистиков, иногда апокарпный, с плодолистиками, лишь слегка сросшимися в нижней части (Pereskia), но обычно паракарпный и со стилодиями, сросшимися в столбик. Столбик у большинства видов оканчивается лопастным, реже головчатым, рыльцем. Многочисленные семязачатки на постенных плацентах. Семязачатки кампилотропные, битегмальные, крассинуцеллятные. Нектар секретируется диском (Pereskia, Rhipsalis), или в базальной части гипантия, в последней случае имеется нектарная камера, более или менее изолированная основаниями тычиночных нитей, или выростом гипантия
Плод кактусовых — ягода, могут быть у разных видов от шаровидных до удлиненных, с многочисленными семенами. Окраска плодов зелёная, жёлтая, всех оттенков красного, голубая и почти чёрная. В зависимости от строения наружной стенки завязи, могут быть голыми (Mammillaria), опушенными (Selenicereus spp.), колючими (Armatocereus) или чешуйчатыми (Hylocereus spp.). У переский и опунций, благодаря наличию ареол, отмечается пролификация плодов. У многих видов плоды при созревании вскрываются разными способами; одной или несколькими продольными трещинами, полностью отрываются с образованием круглого отверстия в основании, у ряда видов, например, Neobuxbaumia polylopha и Astrophytum myriostigma плоды вскрываются звездообразно.
Строение семян, в частности рубчика и микропиле, микроскульптура семенной кожуры отличается огромным разнообразием, имеющим систематическое значение. Форма семян варьирует от линзовидных и шаровидных до яйцевидных и кампилотропных, от более или менее грушевидных до ладьевидных. У ряда видов имеются присемянники (Blossfeldia, Strombocactus). Размер варьирует от 0,4 до 7,5 мм (до 12 мм у семян с присемянником у Pterocactus), в среднем 1-2 мм. Семенная кожура чаще чёрная или коричневая разных оттенков, гладкая или в разной степени бугорчатая или морщинистая. У некоторых родов рубчик и микропиле могут быть разделены участками склерефицированной семенной кожуры, но у большинства образуют единую рубчико-микропилярную зону.

## Адаптации к засушливым местообитаниям

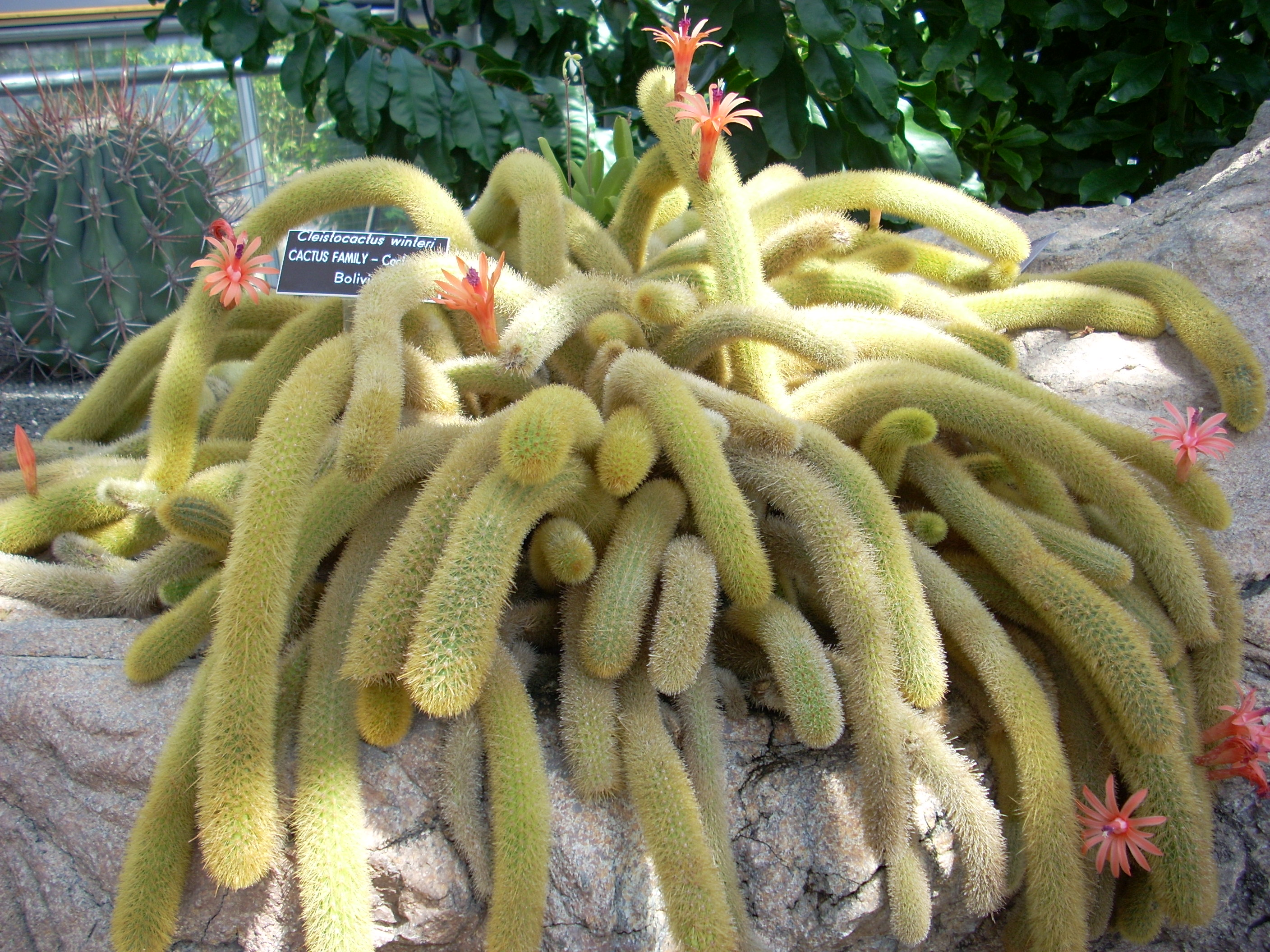
Клейстокактус Винтера

Большинство кактусовых относятся к суккулентам. Приспособление к засушливым местообитаниям шло по пути редукции листьев, благодаря чему сокращалась поверхность транспирации. Колючки слегка притеняют растения, защищая их от перегрева. Рёбра и сосочки также частично затеняют стебель. Увеличение объёма водозапасающей паренхимы коры, развитие толстой кутикулы, уменьшение количества погруженных устьиц и развитие опушения способствовало накоплению и сохранению запасённой воды. Интенсивность кутикулярной транспирации у кактусовых практически равна 0. Водозапасающая паренхима образована клетками с крупными вакуолями; в водозапасающей паренхиме мало межклетников. По расчётам Мак-Дугала (1910), в одном цереусе высотой около 10 метров накапливается около 3000 литров воды. Для многих видов кактусов характерно наличие слизевых клеток в коре (иногда также в сердцевине), обычны кристаллоносные клетки с кристаллами оксалата кальция. Лизигенные млечники некоторых маммиллярий содержат млечный сок. Приповерхностная корневая система способствует максимальному использованию выпадающих осадков или конденсированной влаги.
Для большинства кактусовых характерен CAM-фотосинтез, особенность которого — разделение во времени газообмена и фотосинтеза. Устьица открываются с наступлением темноты и закрываются с рассветом, таким образом газообмен совершается в период с минимальной транспирацией. Углекислый газ фиксируется ночью, образовавшаяся в результате яблочная кислота накапливается в вакуолях (в результате клеточный сок подкисляется). Днем яблочная кислота декарбоксилируется с образованием трехуглеродной кислоты и углекислого газа, который вступает в реакции фотосинтеза (цикл Кальвина — Бенсона), протекающие у кактусовых точно так же, как и у большинства зеленых растений.
При наступлении длительной засухи примерно спустя 2 месяца устьица перестают открываться совсем, процесс возобновляется после выпадения осадков, обеспечивающих достаточный для поглощения корнями водный потенциал почвы.
Кактусовые, у которых нет CAM-фотосинтеза: Pereskia, Maihuenia.
У Pereskiopsis, Quiabentia и Austrocylindropuntia subulata листья поглощают некоторое количество углекислого газа в ночное время. В стеблях Pereskiopsis и Quiabentia газообмен происходит днем, у Austrocylindropuntia subulata — только ночью.

## Классификация

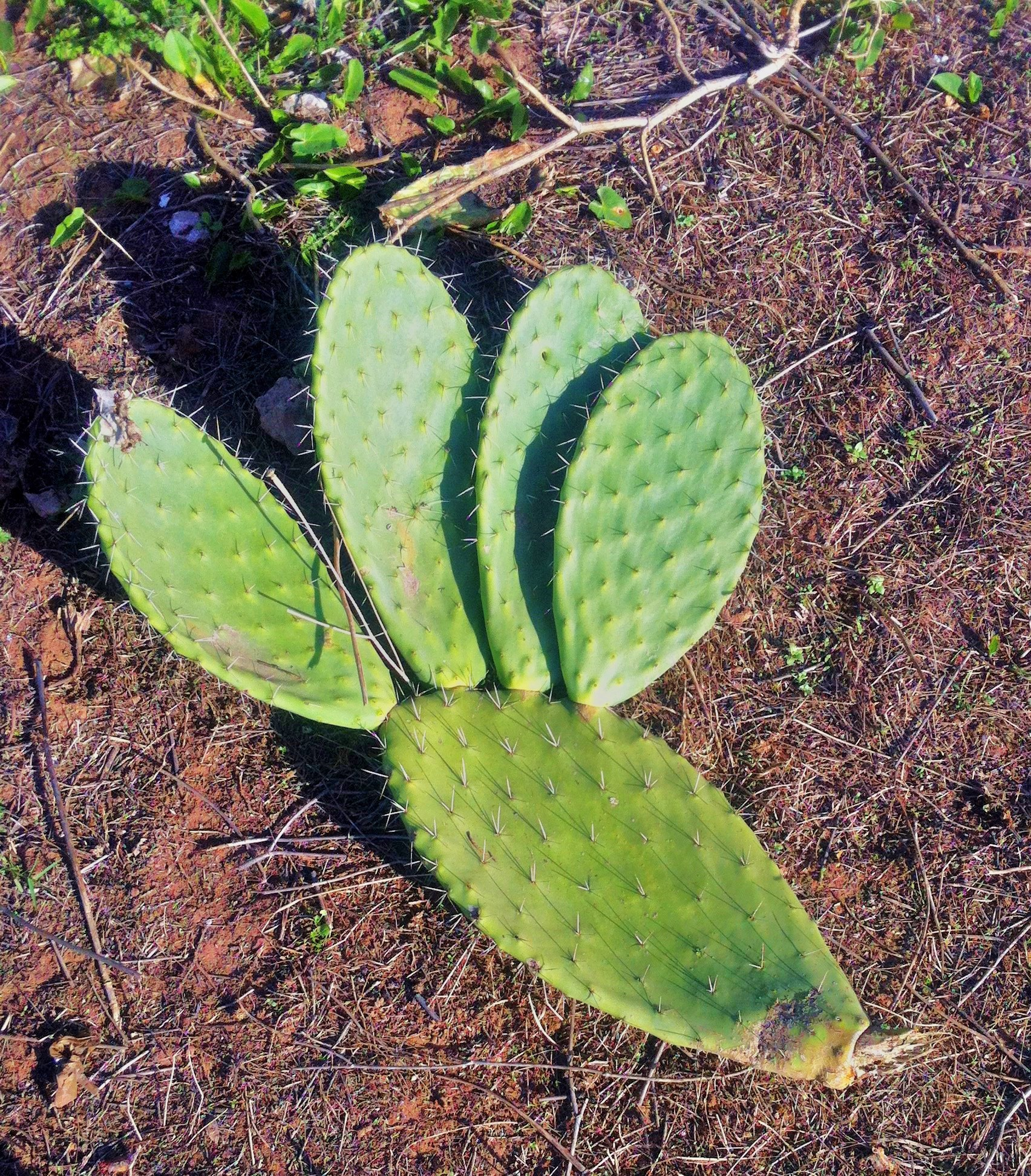
Опунция (Opuntia sp.) является одним из наиболее распространенных кактусов в Америке и в Северной Африке.

В семействе выделяется четыре подсемейства.

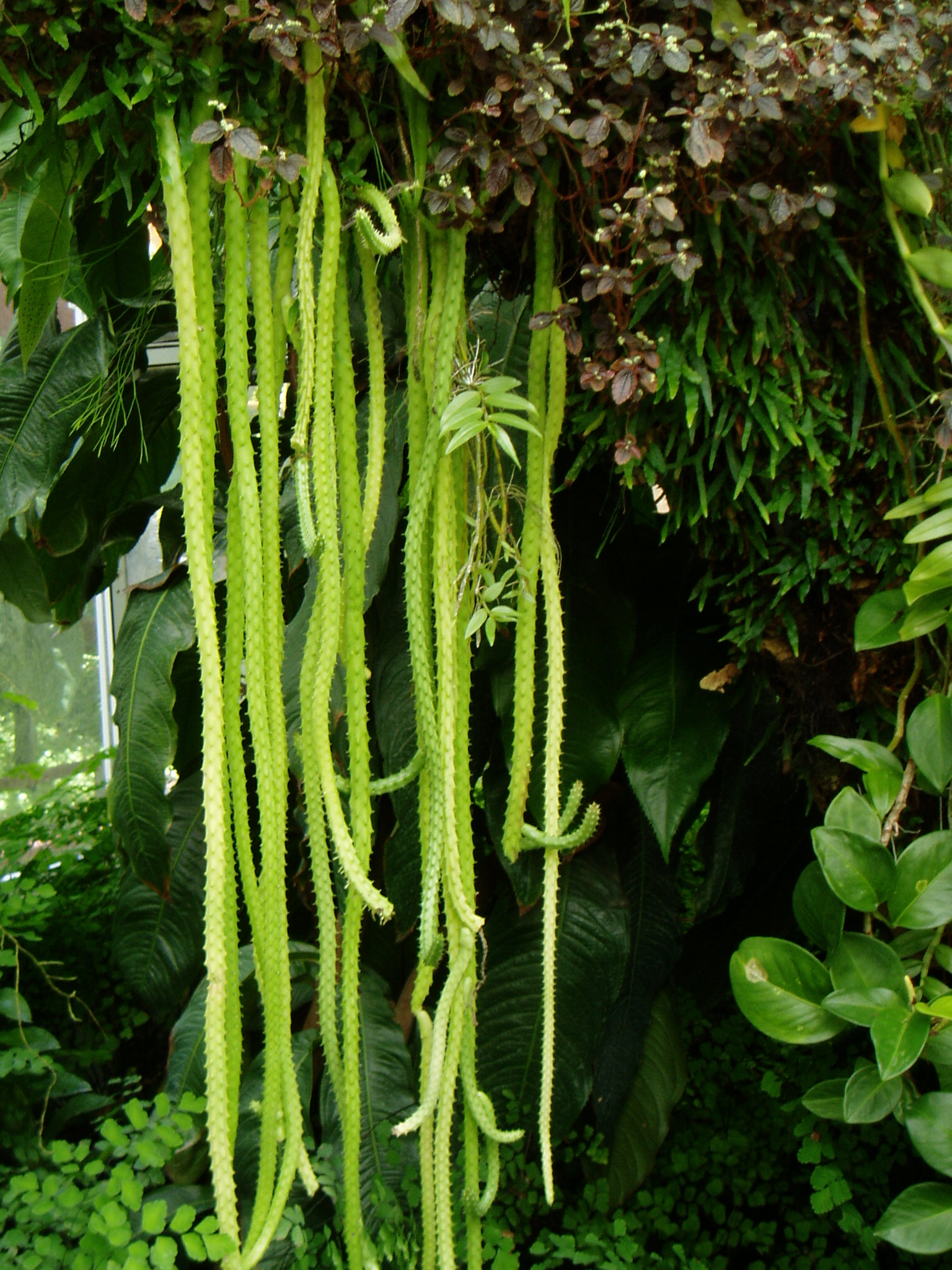
Disocactus flagelliformis

Подсемейство перескиевые (Pereskioideae) включает в себя один род древовидных, кустарниковидных или лазящих кактусов с округлыми в поперечном сечении стеблями, без ребер или бугорков, с листьями, колючками, с С3-фотосинтезом. Нарастание моноподиальное и симподиальное. Цветки одиночные или в соцветиях, дневные. Завязь с чешуйками или иногда листьями. Ареолы цветков отсутствует, цветочной трубки нет. Плоды невскрывающиеся, ягодообразные, часто с сочными стенками. Семена более или менее округлые, 1,7—7,5 мм диаметром, коричневато-черные, блестящие. Ареал: от юга Мексики через Карибские острова и Центральную Америку до районов Южной Америки восточнее Анд (Аргентина, Бразилия, Уругвай). Это род кактусов с наиболее примитивными признаками, некоторые признаки демонстрируют родство с другими членами порядка гвоздичные.
Подсемейство маихуениевые (Maihuenioideae) включает один род обильно ветвящихся кактусов с подушковидной формой роста, короткими побегами. Листья мелкие, до 10 мм длиной, конические, долгоживущие. Колючек обычно по 3 в ареоле. Только С3-фотосинтез. Нарастание симподиальное. Цветки терминальные, одиночные, дневные. Плоды отчасти мясистые, с мелкими чешуйками. Семена округлые, 3—4 мм диаметром, блестящие. Ареал: южные районы Чили и Аргентины, преимущественно в Патагонии.
Подсемейство опунциевые (Opuntioideae) объединяет 15 родов кактусов разнообразных форм: древовидные, кустарниковидные, подушковидные. Нарастание преимущественно симподиальное, за исключением Pereskiopsis. Овальные, цилиндрические или плоские «членики» — отдельные побеги. На молодых побегах формируются недолговечные листья. Есть глохидии. Колючки присутствуют, разнообразные по строению. Цветки обычно пазушные, одиночные, дневные. Завязь снаружи с листьями, ареолами, колючками и глохидиями; цветочная трубка короткая или отсутствует. Плоды ягодообразные, невскрывающиеся, иногда высыхающие при созревании. Семена округлые до овальных, 3—12 мм диаметром, покрыты ариллусом. Ареал: от Канады почти до южной оконечности Южной Америки.
Подсемейство кактусовые (Cactoideae) объединяет все оставшиеся многочисленные роды кактусов разнообразных жизненных форм (древовидные, кустарниковидные, подушковидные, лазящие, эпифитные). Нарастание преимущественно моноподиальное, за исключением Schlumbergera, Hatiora, большинства Rhipsalis. Побеги с ребрами, сосочками или бугорками; у некоторых с отличающимися генеративными частями или участками побегов. Листья отсутствуют или сильно редуцированные — на завязи и цветочной трубке. Цветки ночные или дневные, завязь голая или с чешуйками, цветочная трубка короткая до удлиненной. Плоды невскрывающиеся или вскрывающиеся, сочные или сухие, разнообразные по форме и размерам. Семена разнообразной формы и размеров, 0,4—5 мм диаметром, иногда с присемянниками, с разнообразной скульптурой семенной кожуры. Ареал: Северная, Центральная и Южная Америка, острова Вест-Индии; один вид — Rhipsalis baccifera — в тропических районах Африки, на Мадагаскаре, Шри-Ланке.
Поскольку ископаемых остатков кактусов на сегодняшний день не найдено, до использования систематикой молекулярных данных считалось, что кактусовые произошли примерно 90—95 млн лет назад; на сегодняшний день возраст семейства оценивается в 30—35 млн лет. Начало диверсификации внутри наиболее богатых видами клад оценивается в 7—10 млн лет.

### Роды
Подтвержденные роды по данным сайта Plants of the World Online на 2023 год:
- Acanthocalycium Backeb.
- Acanthocereus (A.Berger) Britton & Rose
- Acharagma (N.P.Taylor) Zimmerman ex Glass
- Airampoa Frič
- Aporocactus Lem.
- Ariocarpus Scheidw.
- Armatocereus Backeb.
- Arrojadoa Britton & Rose
- Arthrocereus A.Berger
- Astrophytum Lem.
- Austrocactus Britton & Rose
- Austrocylindropuntia Backeb.
- Aylostera Speg.
- Aztekium Boed.
- Bergerocactus Britton & Rose
- Blossfeldia Werderm.
- Borzicactus Riccob.
- Brachycereus Britton & Rose
- Brasilicereus Backeb.
- Brasiliopuntia (K.Schum.) A.Berger
- Browningia Britton & Rose
- Calymmanthium F.Ritter
- Carnegiea Britton & Rose
- Castellanosia Cárdenas
- Cephalocereus Pfeiff.
- Cereus Mill.
- Chamaecereus Britton & Rose
- Chichimecactus Bárcenas, H.M.Hern. & P.Hern.-Led.
- Cipocereus F.Ritter
- Cleistocactus Lem.
- Cochemiea (K.Brandegee) Walton
- Coleocephalocereus Backeb.
- Consolea Lem.
- Copiapoa Britton & Rose
- Corryocactus Britton & Rose
- Coryphantha (Engelm.) Lem.
- Cremnocereus M.Lowry, Winberg & Gut.Romero
- Cumarinia (Knuth) Buxb.
- Cumulopuntia F.Ritter
- Cylindropuntia (Engelm.) F.M.Knuth
- Deamia Britton & Rose
- Dendrocereus Britton & Rose
- Denmoza Britton & Rose
- Discocactus Pfeiff.
- Disocactus Lindl.
- Echinocactus Link & Otto
- Echinocereus Engelm.
- Echinopsis Zucc.
- Epiphyllum Haw.
- Epithelantha F.A.C.Weber ex Britton & Rose
- Eriosyce Phil.
- Escontria Rose
- Espostoa Britton & Rose
- Espostoopsis Buxb.
- Eulychnia Phil.
- Facheiroa Britton & Rose
- Ferocactus Britton & Rose
- Frailea Britton & Rose
- Geohintonia Glass & W.A.Fitz Maur.
- Grusonia F.Rchb. ex Britton & Rose
- Gymnocalycium Pfeiff. ex Mittler
- Haageocereus Backeb.
- Harrisia Britton
- Hatiora Britton & Rose
- Isolatocereus Backeb.
- Jasminocereus Britton & Rose
- Kadenicarpus Doweld
- Kroenleinia Lodé
- Lagenosocereus Doweld
- Lasiocereus F.Ritter
- Lemaireocereus Britton & Rose
- Leocereus Britton & Rose
- Lepismium Pfeiff.
- Leptocereus Britton & Rose
- Leuchtenbergia Hook.
- Leucostele Backeb.
- Leuenbergeria Lodé
- Lobivia Britton & Rose
- Lophocereus Britton & Rose
- Lophophora J.M.Coult.
- Loxanthocereus Backeb.
- Lymanbensonia Kimnach
- Maihuenia Phil.
- Maihueniopsis Speg.
- Mammillaria Haw.
- Marshallocereus Backeb.
- Matucana Britton & Rose
- Melocactus Link & Otto
- Micranthocereus Backeb.
- Mila Britton & Rose
- Miqueliopuntia Frič ex F.Ritter
- Mirabella F.Ritter
- Mitrocereus (Backeb.) Backeb.
- Morangaya G.D.Rowley
- Myrtillocactus Console
- Neoraimondia Britton & Rose
- Neowerdermannia Frič
- Nyctocereus (A.Berger) Britton & Rose
- Obregonia Frič
- Opuntia Mill.
- Oreocereus Riccob.
- Oroya Britton & Rose
- Pachycereus (A.Berger) Britton & Rose
- Parodia Speg.
- Pediocactus Britton & Rose
- Pelecyphora C.Ehrenb.
- Peniocereus (A.Berger) Britton & Rose
- Pereskia Mill.
- Pereskiopsis Britton & Rose
- Pfeiffera Salm-Dyck
- Pilosocereus Byles & G.D.Rowley
- Polaskia Backeb.
- Praecereus Buxb.
- Pseudorhipsalis Britton & Rose
- Pterocactus K.Schum.
- Pterocereus T.MacDoug. & Miranda
- Punotia D.R.Hunt
- Quiabentia Britton & Rose
- Rapicactus Buxb. & Oehme
- Rauhocereus Backeb.
- Rebutia K.Schum.
- Reicheocactus Backeb.
- Rhipsalidopsis Britton & Rose
- Rhipsalis Gaertn.
- Rhodocactus (A.Berger) F.M.Knuth
- Salmonopuntia P.V.Heath
- Samaipaticereus Cárdenas
- Schlumbergera Lem.
- Sclerocactus Britton & Rose
- Selenicereus Britton & Rose
- Serrulatocereus Guiggi
- Setiechinopsis Backeb. ex de Haas
- Soehrensia Backeb.
- Stenocactus (K.Schum.) A.Berger
- Stenocereus (A.Berger) Riccob.
- Stetsonia Britton & Rose
- Strombocactus Britton & Rose
- Strophocactus Britton & Rose
- Tacinga Britton & Rose
- Tephrocactus Lem.
- Thelocactus (K.Schum.) Britton & Rose
- Trichocereus (A.Berger) Riccob.
- Turbinicarpus (Backeb.) Buxb. & Backeb.
- Uebelmannia Buining
- Vatricania Backeb.
- Weberbauerocereus Backeb.
- Weberocereus Britton & Rose
- Xiquexique Lavor, Calvente & Versieux
- Yavia R.Kiesling & Piltz
- Yungasocereus F.Ritter

### Гибриды
Подтвержденные гибриды по данным сайта Plants of the World Online на 2023 год:
- ×Borzicana M.H.J.van der Meer — гибрид между Borzicactus × Matucana — ×Borzicana mirabilis

- ×Haagespostoa G.D.Rowley — гибрид между Espostoa × Haageocereus — ×Haagespostoa mirabilis
- ×Leucomoza G.D.Rowley — гибрид между Denmoza × Leucostele — ×Leucomoza roseiflora

- ×Myrtgerocactus Moran — гибрид между Bergerocactus × Myrtillocactus — ×Myrtgerocactus lindsayi
- ×Opulea M.H.J.van der Meer — гибрид между Consolea × Opuntia — ×Opulea bahamana и ×Opulea lucayana
- ×Oreonopsis G.D.Rowley — гибрид между Echinopsis × Oreocereus
- ×Pacherocactus G.D.Rowley — гибрид между Bergerocactus × Pachycereus — ×Pacherocactus orcuttii
- ×Patrocereus M.H.J.van der Meer — гибрид между Mitrocereus × Pachycereus — ×Patrocereus apicicostatus
- ×Polascontria Y.Cruz & S.Vázquez — гибрид между Escontria × Polaskia — ×Polascontria huajuapensis

## Использование

### Традиционное использование

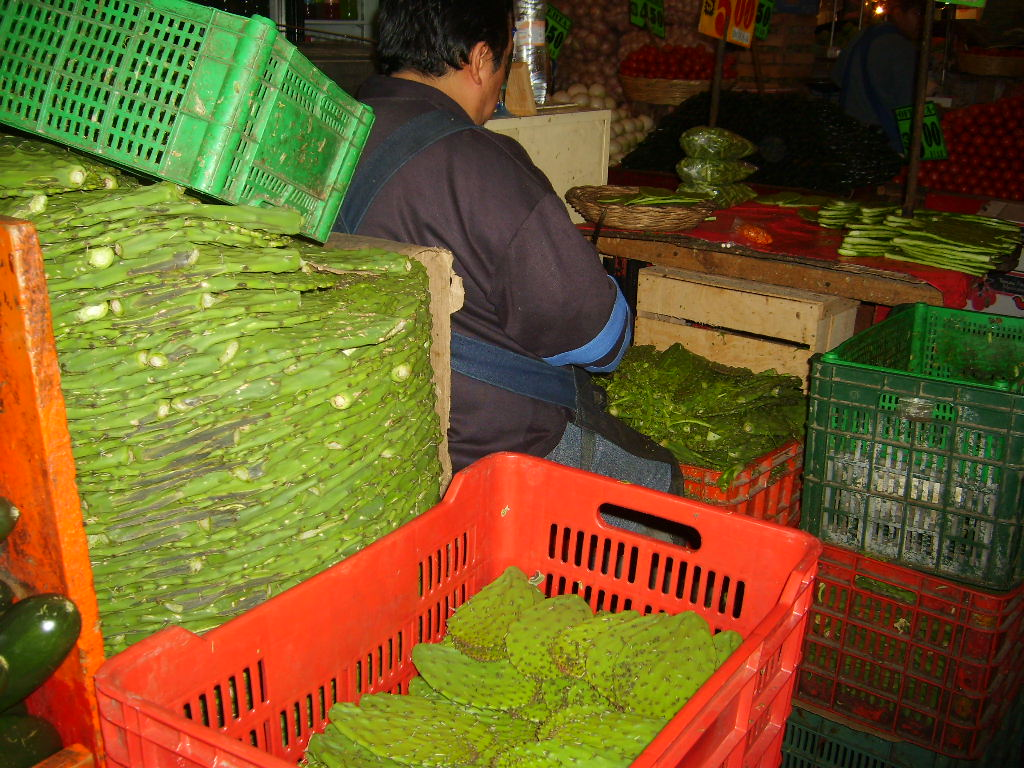
Торговец опунцией (нопалем) на рынке в мексиканской столице

Населявшие до прихода европейцев Американский континент люди широко использовали кактусы в своей жизни. Кактусы использовались в пищу, для религиозных церемоний, в качестве медицинских препаратов, как источник красящих веществ, строительный материал, материал живых изгородей. Известно по крайней мере два вида, которые вместе с кукурузой, табаком, картофелем культивировались до прихода Колумба — это Opuntia ficus-indica и Peniocereus serpentinus, причем первая использовалась в пищу в виде плодов и молодых стеблей, а второй выращивался в чисто декоративных целях. Opuntia ficus-indica в настоящее время также активно культивируется в Средиземноморье, в частности, в Израиле, под названием «цабар» или «сабра», ставшим также прозвищем для уроженцев Израиля.

### Современное пищевое использование
Опунция индийская и сейчас остаётся одним из любимых пищевых растений мексиканцев, его плоды известны как «туна» (исп. tuna), а стебли как «нопаль» (исп. nopal).
Также используют в пищу плоды нескольких видов рода Hylocereus. Как и плоды некоторых других родов, эти плоды известны под общим названием питахайя, или драконовы фрукты.

### Кактусы как декоративные растения

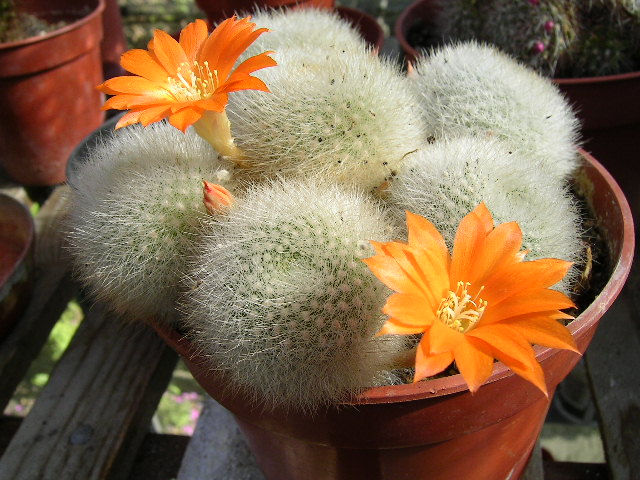
Rebutia muscula

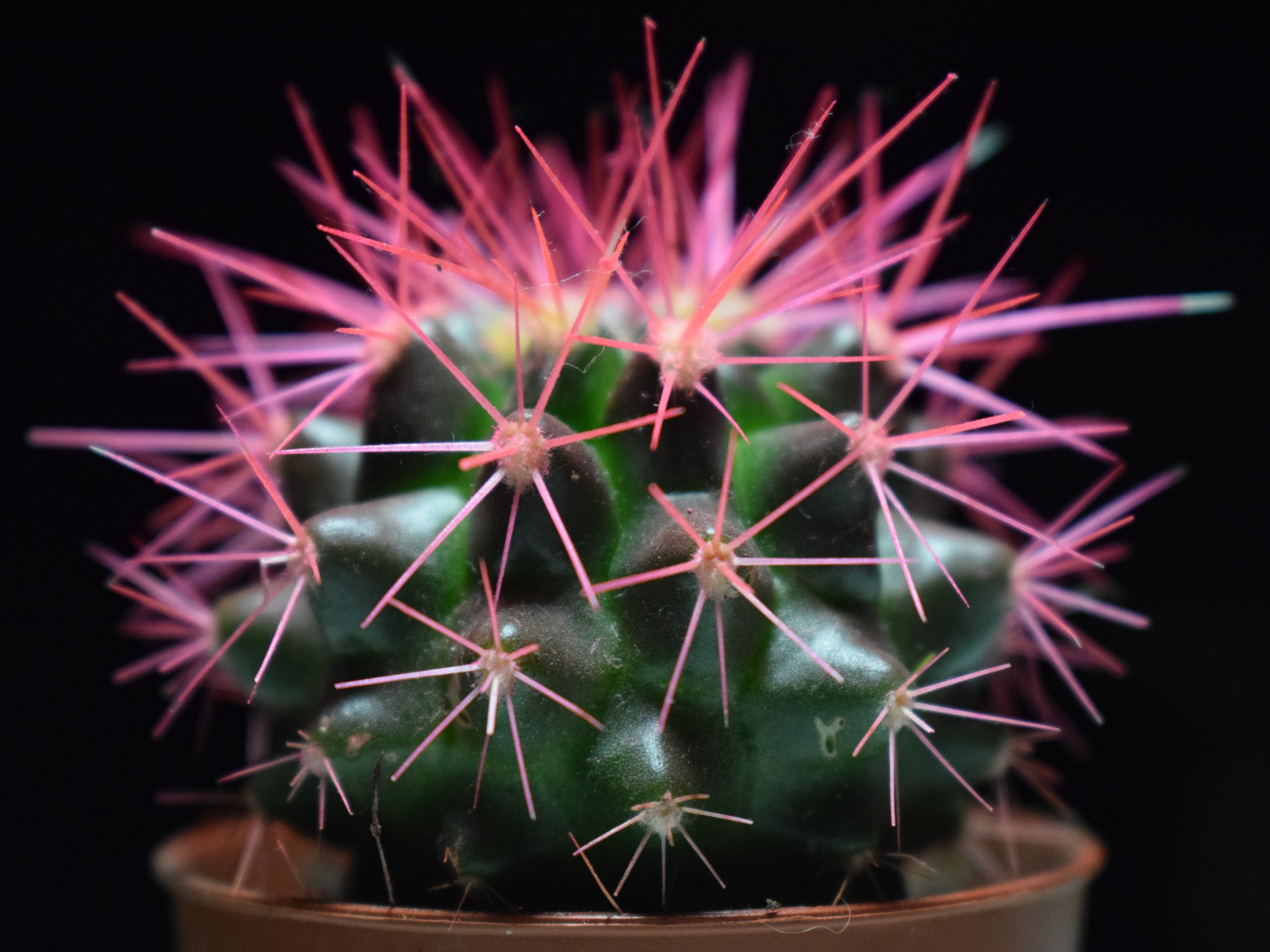
Эхинокактус Грузона (Echinocactus grusonii) с искусственно окрашенными шипами.

Кактусы, в силу необычности внешнего вида для европейцев, привлекли внимание ещё первых колонизаторов Америки и были завезены в Европу в качестве декоративных растений уже в XVI веке.
Первая известная коллекция кактусов была собрана во второй половине XVI в. аптекарем Морганом в Лондоне. В дальнейшем популярность этих растений постоянно росла, чему способствовали и биологические особенности многих кактусов — неприхотливость к поливу и сухости воздуха (последнее существенно при комнатной культуре), лёгкое вегетативное размножение. Также комнатные виды кактусов, в частности Ребуции, в летний период можно прикапывать в саду в своих горшках. В ботанических садах разных стран, в том числе и России, а также в оранжереях частных лиц, были собраны значительные коллекции.
Известна история открытого исследователем В. Ф. Карвинским кактуса Ariocarpus kotschoubeyanus (Ариокарпус Кочубея), названного так в честь министра внутренних дел России графа В. П. Кочубея, при непосредственном содействии которого были организованы путешествия В. Ф. Карвинского: один из экземпляров кактуса был продан в 1843 году за 200 долларов — при тогдашнем курсе валюты это означало, что золото за него весило в два раза больше самого растения.
Видными популяризаторами и исследователями кактусов являются уже несколько поколений семейства Хаге.
Частные коллекции в России были утрачены в результате Октябрьской революции 1917 года. Однако сохранились крупные коллекции в ботанических садах Петрограда и Москвы. Они и на сегодняшний день являются самыми большими научными коллекциями кактусов в Российской Федерации. В СССР массовое распространение кактусов как популярных комнатных растений началось в конце 1950-х годов. Возникли клубы любителей кактусов, некоторые из них существуют по сей день. Ныне несколько десятков самых неприхотливых видов кактусов являются одними из наиболее распространённых растений, используемых в озеленении помещений; с другой стороны, энтузиасты собирают коллекции, состоящие из сотен и даже тысяч видов. Для любителей кактусов используется термин «кактусист».
В последние годы отдельными коллекционерами делаются попытки выращивания кактусов в открытом грунте в условиях средней полосы России.
На начало 2022 года в открытом грунте средней полосе России выращивается более 100 видов и форм зимостойких кактусов. Наиболее выносливыми являются:
Opuntia polyacantha (различные формы и культивары), Opuntia fragilis (различные формы и культивары), Opuntia phaecantha var. camanchica, Escobaria vivipara, Pediocactus simpsonii. Достоверно известно о выращивании данных кактусов в открытом грунте без укрытия в условиях Подмосковья (Волоколамский район).